# Joseph Kizito
Joseph Nestroy Kizito (Kampala, 27 luglio 1982) è un ex calciatore ugandese, di ruolo difensore.

## Carriera

### Club
Tra il 2005 ed il 2012 ha giocato nella prima divisione serba, che ha vinto in due occasioni.

### Nazionale
Tra il 2001 ed il 2011 ha totalizzato complessivamente 38 presenze ed una rete con la nazionale ugandese.

## Palmarès

### Club

#### Competizioni nazionali
- Campionato ugandese: 5

Villa: 2000, 2001, 2002, 2003, 2004
- Coppa d'Uganda: 2

Villa: 2000, 2002
Victoria University: 2012-2013
- Campionato serbo: 2

Partizan: 2010-2011, 2011-2012
- Coppa di Serbia: 1

Partizan: 2010-2011

#### Competizioni internazionali
- Coppa Kagame Inter-Club: 1

Villa: 2003